# Голуб білощокий

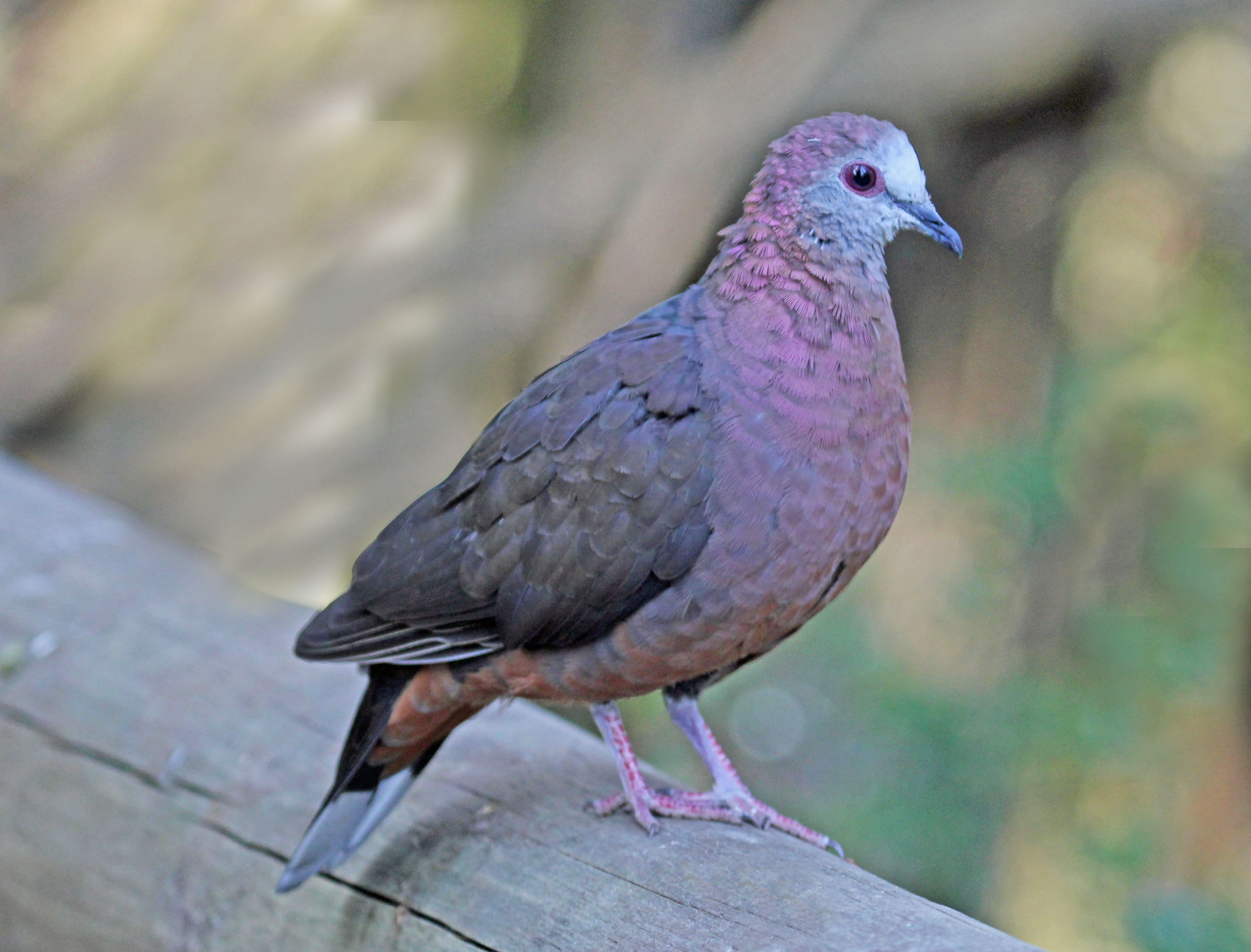

Голуб білощокий (Columba larvata) — вид птахів родини голубових.

## Поширення
Країни поширення: Бурунді, Камерун, Демократична Республіка Конго, Екваторіальна Гвінея, Еритрея, Ефіопія, Габон, Гвінея, Кенія, Ліберія, Малаві, Мозамбік, Нігерія, Руанда, Сан-Томе і Принсіпі, Сьєрра-Леоне, ПАР, Південний Судан, Судан, Есватіні, Танзанія, Уганда, Замбія, Зімбабве. Поширений в гірських лісах Африки, від приблизно 100 метрів до 3000 метрів над рівнем моря в східній Африці.

## Поведінка
Поживою є, головним чином, різні дрібні плоди, насіння, молюски й комахи. Самиця відкладає зазвичай два яйця, кремово-білого кольору.

## Морфологія
Відрізняється від африканських голубів роду Columba своїм наземним способом життя і білим обличчям та лобом дорослих самців. Це досить невеликий птах, завдовжки 24–30 см і вагою 81.7–150 грамів. Верх тіла темно-фіолетового кольору з бронзовим і зеленуватим відблисками. Низ тіла ліловий з зеленими райдужними розводами на грудях і коричневими з боків. Зовнішні пір'я хвоста чорні з сірим кінцями. Дзьоб чорний. Є червоні кола навколо очей. Самиці загалом темніші, але це залежить від підвиду.